# Michael Sean Tighe
Michael Sean Tighe est un acteur américain connu pour ses rôles dans les films Pirates des Caraïbes : La Malédiction du Black Pearl (2003), Harcelés (2008) et Engrenage mortel (2009).

## Filmographie
- 2002 : In America
- 2003 : Pirates des Caraïbes : La Malédiction du Black Pearl
- 2008 : Harcelés
- 2009 : Engrenage mortel